# Spinanapis ker
Spinanapis ker är en spindelart som beskrevs av Norman I. Platnick och Forster 1989. Spinanapis ker ingår i släktet Spinanapis och familjen Anapidae.
Artens utbredningsområde är Queensland. Inga underarter finns listade i Catalogue of Life.